# Hoplojana anaemica
Hoplojana anaemica är en fjärilsart som beskrevs av George Francis Hampson 1910. Hoplojana anaemica ingår i släktet Hoplojana och familjen Eupterotidae. Inga underarter finns listade i Catalogue of Life.

## Bildgalleri

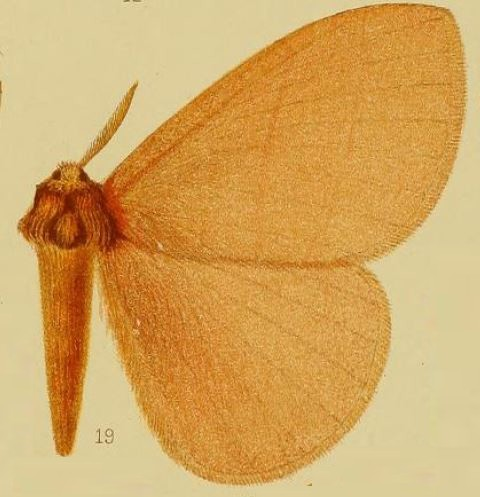